# Cas Agricultura
El Cas Agricultura fou un cas de corrupció que afectà el llavors President del Govern de les Illes Balears Gabriel Cañellas.

## Relació dels fets
Consistí en la compra presumptament irregular per part de l'administració de la seu de la Conselleria d'Agricultura de les Illes Balears, el conseller de la qual era, en aquells moments Pere Joan Morey Ballester. La concessió data de gener de 1991.
La tercera part d'un edifici, el cost total va ser de 470 milions de pessetes, se la va adjudicar el Govern per concurs directe pagant 798 milions de pessetes.
Cañellas va dirigir personalment l'operació de compravenda que aleshores donarien un soci seu en una empresa immobiliària, Es Sementer SA, la suculenta xifra de 40 milions de pessetes.
El beneficiat per aquesta concessió fou Andreu Roig, un soci de Cañellas, que obtingué uns beneficis de 40 milions de pessetes d'aquell moment. Andreu Roig Florit, aparellador, empresari i agent de la propietat immobiliària, ex regidor de l'Ajuntament de Santanyí, a més de soci del mateix Gabriel Cañellas a l'empresa És Sementé des de 1988 a 1993, va actuar d'intermediari, juntament amb un altre agent de la propietat immobiliària, José Salvà Fransepa, en l'operació de compra de l'edifici actual seu de la Conselleria d'Agricultura i Pesca.
Andreu Roig, al costat d'altres dos agents immobiliaris, constitueixen el 1990 una agència els beneficis del qual es repartirien equitativament. La primera i única operació que van realitzar va ser l'oferta d'un immoble de 3.570 metres quadrats a Cañellas per 551 milions de pessetes. Això passava el 7 de gener de 1991, tretze dies abans que el conseller d'Agricultura, Pere Joan Morey, demanés al president un edifici per reunir totes les dependències que fins aleshores estaven disperses.
Cañellas disposa l'inici d'un expedient administratiu i el dia 20 de gener, festa a Palma, ordena la compra de l'immoble ofert pel seu soci, però no per 551 milions sinó per 746 més 52 d'IVA. El motiu de l'increment: les reformes que calia fer en els locals, (110 milions), i les despeses financeres de l'operació: 84 milions.
Segons afirmà el coordinador de la coalició a Balears, Eberhard Grosske, després d'aquesta operació de compravenda s'amaga un desviament d'uns 150 milions de pessetes que han pogut anar destinats a finançar irregularment al PP.
El Govern va ocultar al Parlament de les Illes Balears part de la documentació relativa a l'expedient administratiu confeccionat el 1991 per donar cobertura legal a l'adquisició, per concurs directe i a proposta de Gabriel Cañellas, d'un terç d'immoble promogut per l'empresa Edisalam i destinat a ser seu de la Conselleria d'Agricultura.
En la documentació remesa pel govern als grups parlamentaris d'Esquerra Unida i Partit Socialista de Mallorca, un mes després que aquests la sol·licitassin, l'Executiu va obviar dos informes relatius a la compra, amb l'objecte de mantenir al marge de la polèmica, els seus respectius autors.
A més, cap dels documents aportats pel Govern comptà amb els preceptius registres d'entrada i sortida de les diferents dependències per on transità.
El 24 de gener del 1997 es decretà l'arxivament de la causa penal oberta per part del jutge del Tribunal Superior de Justícia de les Illes Balears (TSJB), Josep Zaforteza.

## Persones Implicades
- Gabriel Cañellas. President de les Illes Balears 1983-1995.
- Pere Joan Morey Ballester. Conseller d'Agricultura de les Illes Balears 1987-1995